# Romulea multisulcata
Romulea multisulcata är en irisväxtart som beskrevs av M.P.de Vos. Romulea multisulcata ingår i släktet Romulea och familjen irisväxter. IUCN kategoriserar arten globalt som sårbar. Inga underarter finns listade i Catalogue of Life.